# Alexandre Ulyanov
Alexandre Ulyanov, também Alexandre Uliánov, (Александр Ильич Ульянов em russo) (Nijni Novgorod, 31 de março de 1866 — Shlisselburg, 8 de maio de 1887) foi o irmão mais velho de Vladimir Lenin; e, exerceu uma marcante influência na vida do ainda jovem Lenin. Ele é por vezes referenciado como Sasha (um diminutivo comum para o nome Alexander).
Foi condenado à morte em 1887 por cumplicidade na tentativa de assassinar o czar Alexandre III da Rússia. Foi um dos líderes do grupo Pervomartovtsi. Isto teria grandes consequências para o irmão, que se radicalizaria nos anos seguintes.
Alexandre era visto como o mais destacado jovem da família. Em 1883 foi viver para a capital da Rússia, São Petersburgo, onde tencionava estudar biologia. Após a morte do pai, Ilia Ulyanov em 1886, ele começou a frequentar a companhia de um grupo de terroristas que tinham por modelo a organização Vontade do povo. Todos estes jovens eram oriundos de famílias abastadas e nobres, vários deles polacos. Ironicamente, entre eles encontrava-se Józef Piłsudski.
Estes jovens terroristas planejavam explodir a carroça do czar Alexandre III da Rússia no dia 1 de Março de 1887, o sexto aniversário do assassinato de Alexandre II da Rússia. A conspiração foi descoberta pela polícia e 72 conspiradores foram presos na Fortaleza de Pedro-Paulo. Durante sua audiência, Alexandre fez um discurso em que justificou o recurso ao terrorismo. Foi condenado à morte, juntamente com quatro outros revolucionários.

## Legado
Um planeta menor, 2112 Ulyanov, foi descoberto em 1972 pela astrônoma soviética Tamara Mikhailovna Smirnova e nomeado em sua homenagem.